# RC Cannes
RC Cannes (Racing Club Cannes) ist ein französischer Volleyball-Verein aus Cannes, dessen Frauenmannschaft in der höchsten französischen Liga (Pro F) und in der Champions League spielt.

## Titel
- Sieger Champions League Frauen (2): 2002, 2003
- Französischer Meister Frauen (20): 1995, 1996, 1998, 1999, 2000, 2001, 2002, 2003, 2004, 2005, 2006, 2007, 2008, 2009, 2010, 2011, 2012, 2013, 2014, 2015
- Französischer Pokal (21): 1996, 1997, 1998, 1999, 2000, 2001, 2003, 2004, 2005, 2006, 2007, 2008, 2009, 2010, 2011, 2012, 2013, 2014, 2016, 2018, 2019